# 南毛利村
南毛利村（なんもうりむら）は、神奈川県の中央部に位置した愛甲郡にかつてあった村である。
1955年2月1日に厚木町、小鮎村、玉川村、睦合村と合併し厚木市になった。

## 歴史
- 1889年4月1日 - 町村制が施行。温水村、長谷村、愛名村、愛甲村、恩名村、船子村、戸室村が合併し南毛利村となった。
- 1955年2月1日 - 厚木町、小鮎村、玉川村、睦合村と合併し厚木市になった。同時に愛甲郡から離脱。